# Sphaerites
Sphaerites — рід жуків, єдиний у родині Sphaeritidae. Є близькоспорідненими з дуже розмаїтою родиною Histeridae. Відомо про п'ять видів, що належать до роду Sphaerites. Мають овальне тільце завдовжки 4,5—7 мм. Колір чорний із ледь помітним коричнево-зеленим відтінком. Мало вивчені, проте їх часто можна зустріти біля грибів чи гниючих речовин. S. glabratus пов'язаний із хвойними лісами північної Європи.

## Види
- Sphaerites dimidiatus Jurecek, 1934
- Sphaerites glabratus Fabricius, 1792
- Sphaerites nitidus Löbl, 1996
- Sphaerites politus Mannerheim, 1846
- Sphaerites perforatus Gusakov, 2017